# Луткарско позориште на територији данашње Србије
Луткарско позориште на територији данашње Србије озваничено је тек  почетком 1931. године у Новом Саду оснивањем првог професионалног театра за децу. Дахом љубави и професионализма ка луткарству и дечијој сцени, уметнички руководилац овог првог позоришта за децу, Божидар Валтровић, озарио је и Београд, тако што је испрва, након Другог светског рата, сваке суботе почео да држи бесплатне представе свог малог луткарског позоришта у једној соби на Звездари, да би 1945. у Београду основао пионирско позориште Пипол. Недуго затим је одлуком владе Народне Републике Србије, основано и Позориште лутака Народне Републике Србије, 27. маја 1948. године у Београду, .
Данас у Србији делује више луткарских позоришта, од којих су најпознатија:
- Позориште младих - Нови Сад (од 1931)
- Дечје позориште Суботица (од 1934) -  на српском, хрватском и мађарском језику
- Позориште лутака „Пинокио” у Земуну (од 1972)
- Мало позориште „Душко Радовић” у Београду (од 1948)
- Позориште за децу и младе - Крагујевац (од 1994)
- Луткарска сцена Народног позоришта „Тоша Јовановић" - Зрењанин (од 1952) - на српском и мађарском језику
- Позориште „Бошко Буха" - Београд (од 1950)
- Позориште лутака Ниш
- Позориштанце Пуж  (од 1977) и др.

## Предуслови и наговештаји оснивања позоришта за децу
Зачеци луткарства могу се наслутити још у Петроварадинском Шанцу, а потом и у Новом Саду већ првих деценија 18. века, појавом народних забављача, да би нешто касније, додолске игре, игре под маском и краћи пантомимски програми комедијаната у којима нарочито долази до изражаја рука која говори, уступиле место вертепу, а они театралним представленијима школског позоришта.
Крајем 18. века, изградњом здања Theatrum publicum, у новосадској улици Placea theatralis (данас Његошева), као и током прве половине 19. века, у Новом Саду све више расте интересовање за позориште. Након оснивања Српског народног позоришта, 1861. године, један ужи круг људи, представници оних друштвених слојева који су у Пешти и Бечу имали прилике да на приредбама за најмлађе виде и представе кућног луткарског позоришта, бивају заокупљени идејом луткарског позоришта и код куће – на нашим просторима.
Тако се десило да су затворени кругови повлашћених родитеља, почели организовати луткарске забаве недељних дечијих поподнева. Први луткарски текст, драмолет Несрећна Кафина, у ту сврху, написао је Јован Јовановић Змај, песник и лекар, 1881. године. Објављивање овог драмолета означава почетак српског савременог луткарства, а Змају се приписује епитет његовог зачетника.
Иако су у већини европских земаља до краја 19. века већ постојала дечија позоришта, луткарство ће на нашем тлу доживити излазак из омеђених кругова једне класе, те своју пуну афирмацију тек доласком циркуса, јер су предворја ових шатри за народ била управо намењена херојима од дрвета и крпа и њиховим догодовштинама на очиглед свима.

## Зачеци правог луткарског позоришта у окружењу
Путујући луткари и забављачи су свакако остварили непосредан утицај на све који су по први пут сусрели ову уметност у добром расположењу. 
Први Словенац који се професионално окренуо луткарству био је мајстор Милан Клеменчич. Његове представе су биле комплетна уметничка дела. Он је радио апсолутно све - од лутака, сцене и сценографије до анимирања свих лутака.  Под утицајем италијанског и немачког луткарства у својој кући у Штурјама при Ајдовштини 1910. године поставио је минијатурно марионетско позориште. Након Првог светског рата Клеменчич се преселио у Љубљану где је постао први сценограф љубљанских позоришта, али и добио потпору да у простору данашњег Лутковног гледалишча Љубљана покрене прво словеначко професионално луткарско позориште - Словенско марионетско казалиште. Иако није дуго трајало - од 1920. до 1924, Клеменчичеве лутке су оставиле снажан утисак на многе. Након више година, а на наговор пријатеља и породице, Клеменчич је отворио врата свог стана у Љубљани где је готово до краја живота постављао и играо минијатурне представе за одабране културне сладокусце. Пред крај живота одиграо је важну улогу и у успостављању Лутковног гледалишча Љубљана, 1948. године.
Милан Клеменчич је подигао луткарство на уметнички ниво а од њега су на посредан или непосредан начин касније учили сви важни словеначки луткари.
У Хрватској је луткарски  оживео лик Петрице Керемпуха 1920. године када га је публици представио Театар марионета у представи Петрица Керемпух и спаметни осел, по тексту Драгутина Домјанића, тачније адаптацији дела Јакоба Ловренчића: Петрица Кремпух илити чини и живљење чловека прокшенога, из1934.Овај чувени лик ће наставити свој живот и у Крлежиним Баладама Петрице Кремпуха.
У ближем и даљем окружењу, готово да је у то време већ свака нација имала свог луткарског представника или представницу, па су тако постојали у Мађарској Паприка Јанчи (Paprica Jansci), Пулчинела (Pulcinella) у Италији, Панч и Џуди (Punch and Judy) у Енглеској, у Чешкој Кашпарек, у Бугарској Панчо, у Румунији Начилаке (Nacilache), Карагоз и Хађиват (Karagoz i Hacivat) у Турској, Петрушка у Русији, у Грчкој Карајосис и Хасивадис (Karagiosis i Hacivatis), Полишинел (Polichinelle) у Француској, Ханс Џогели (Hans Joggeli) у Шварцајској и др.

## Зачеци правог луткарског позоришта код нас
У другој половини 19. века, Београд је све више губио оријентално обележје и полако добијао контуре европског града. У то доба друштвени живот у Београду није био нарочито развијен, али из крајева преко Дунава, дакле, из Аустроугарске, све више долазе разни уметници, циркусанти акробате, пеливани итд. Упоредо с тим, почиње да се развија и једна другачија врста забаве коју креирју први домаћи илузионисти, мађионичари, гутачи пламена. Београдска власт се трудила да ову врсту забаве потисне са београдских уливца, где су иначе деловали, али им је дозволила рад на Малом Калемегдану.
Тако је први српски мађионичар, Илија Божић, који је ту изводио своје вештине, поред илузионистичких радњи имао и једну малу луткарску сцену која је из чисте популарности њеног главног лика, тако и названа: „Куку, Тодоре!" Наиме, лутак по имену Тодор, српска верзија гротексног лика из народа, јунак уличног театра по којем је већина  путујућих позоришта тог времена добила назив "Куку Тодоре" увек је извлачио дебљи крај.  Виспрени шегрт Тодор, вечито у сукобу са властима, и грубом, брбљивом женом, укрштао је судбину са  Свештеником, Ђаволом, Жандаром и наравно Смрћу, исто као и у другим представама путујућих луткара широм Европе, све до данашњих дана. Након неочекиваних заплета и расплета би на крају представе изгубио живот, а преостали јунаци би за њим нарикали узвицима: Куку, Тодоре, куку Тодоре, по чему је позориштанце и добило име.
И поред тога, изразито аграрно друштво каква је била Србија почетком 20. века није било плодно тле за развој и ширење луткарства.
Међутим, у периоду од 1905. до 1907. постојало је у Београду Мало позориште које су водили Бранислав Нушић и Михаило Сретеновић. Позоришне представе су се играле најпре у сали старе Богословије, која се налазила до Саборне цркве, испод данашње Француске амбасаде, а потом у салама хотела „Таково" на Теразијама и Коларца. Ово позориште је било кратког даха, али и клица уметничког односа ка луткарству.
С друге стране Дунава се, у Новом Саду, након завођења војно-монархистичке диктатуре, ђаци, студенти, радници и интелектуалци окупљају поводом оних просветних и спортских активности које су биле дозвољене мимо школа и школских клубова.  У оквиру Соколског покрета, под утицајем боравка сокола у Чехословачкој у којој је постојала дуга луткарска традиција, нараста интересовање за ову уметност. Тако се у Соколском друштву у Новом Саду прво формира 1930. Соколска секција луткара, која ће већ у априлу 1931. прерасти у стално Позориште лутака и чија ће премијера бити луткарска представа Краљевић из подземља, у режији Лазара Драгића.
Уопште, у четвртој деценији 20. века долази до праве експанзије луткарства на територији читаве тадашње Краљевине Југославије. У листу: Соколска просвета уведена је 1932. године стална рубрика за позориште лутака. Године 1934, У Новом Саду је одржан Други соколски течај за луткаре (Први је организован 1932. године у Љубљани), који се састојао из телесних вежби, предавања из музике и беседништва, технологије и историје луткарства. Затим су следили конкурси за луткарске текстове  и њихово објављивање, као и отварање радионица за израду лутака. Луткарске сцене и трупе делују по читавој земљи, а до професионалнијег организовања луткара долази у Новом Саду 1931. и у Суботици 1934. године.
У периоду од 1931. до 1936. Позориште Новосађана је приказивало представе у дворани Соколског друштва, која се налазила у приземљу десног крила данашње Библиотеке Матице српске, у улици Матице српске 1, одакле се сели у зграду  Спомен дома, односно Дома културе (у улици Игњата Павласа, некадашња Жарка Зрењанина) где ради и данас. 
Без материјалне помоћи друштва, предвођено пре свега групом ентузијаста на челу са управником Лазаром Драгићем, уметничким руководиоцем Божидаром Валтровићем и помоћником управника и првим креатором лутака Живком Штрбојом, оно је представама одржаваним у Новом Саду, а повремено и на гостовањима у Бачкој и западном Банату, све до пред сам почетак Другог светског рата обављало значајну просветно-културну мисију међу најмлађима, као једино професионално позориште за децу у овим крајевима. 
Током Другог светског рата Позориште није радило, али по ослобођењу, одмах почиње са радом, најпре под именом Војвођанско градско позориште лутака (1945/46. до пред крај 1951), потом као Позориште лутака (1952-1968) и, најзад, од 23. новембра1968. као Позориште младих. Свесно мисије коју му је друштво поверило, оно је све до оснивања професионалних позоришта лутака у Суботици (Дечје позориште – Gyermekszínház) и Зрењанину (најпре Позориште лутака, а потом Лутка-сцена НП „Тоша Јовановић“), односно све до почетка ’50-их, било једино професионално позориште за децу у Војводини, које је своју делатност, поред Новог Сада, проширивало на подручје Срема, Бачке и Баната.